# Покровский собор (Измаил)
Кафедральный собор Покрова Пресвятой Богородицы — православный храм в честь Покрова Пресвятой Богородицы в городе Измаиле (Одесская область, Украина).
Собор относится к Одесской и Измаильской епархии Украинской православной церкви. Расположен на проспекте Суворова, на территории городского сада.

## История

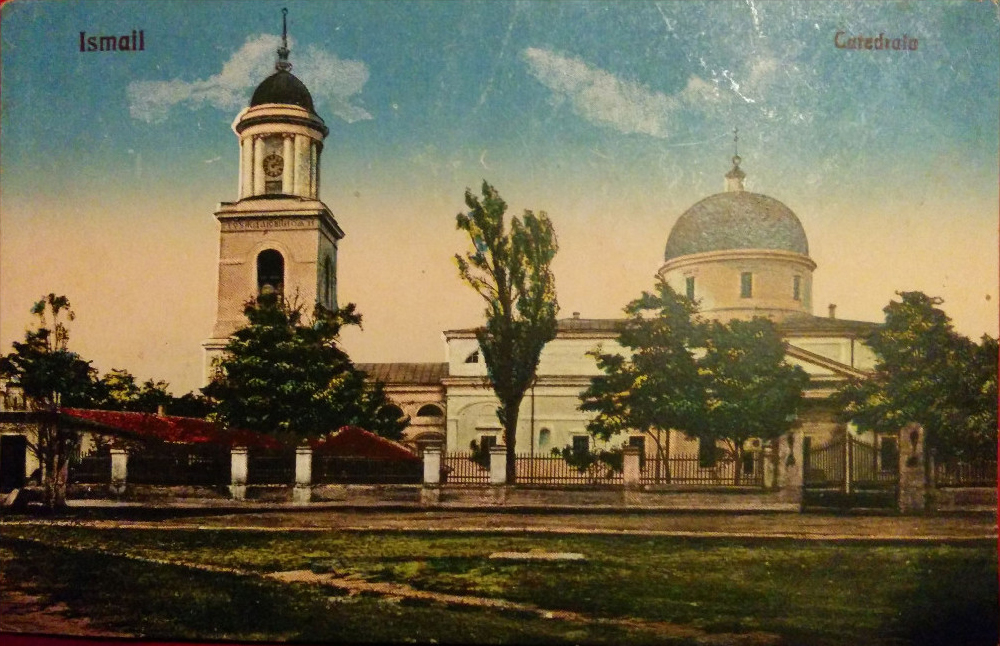
Измаильский Свято-Покровский кафедральный собор, начало XX века

Собор сооружался на деньги прихожан и пожертвования купцов. Граф Михаил Воронцов, русские императоры Александр I и Николай I лично участвовали в финансировании строительства. Автор архитектурного проекта собора — Авраам Мельников, профессор архитектуры, представитель позднего классицизма, академик, ректор Императорской Академии художеств. Свято-Покровский Собор воздвигнут на месте старой Николаевской церкви. Колокола отлиты из переплавленых турецких орудий — наибольший — весом 700 пудов.
Освятил Свято-Покровский собор 12 сентября 1831 года архиепископ Кишинёвский и Хотинский Димитрием в присутствии Бухарестского митрополита.
Собор имеет два престола. Иконостас престол во имя Покрова Пресвятой Богородицы состоит из икон изящной московской живописи. Престол во имя святителя Николая расположен на хорах усердием купца Сороколетова. Роспись на стенах выполнена академиком Павлом Пискарёвым «на основе Васнецовских росписей Владимирского собора в Киеве».
Колоннада к собору была достроена в 1936 году.

## Устройство и архитектура
Высота храма вместе с колокольней — 65 метров. В 1937 году была сооружена колоннада в форме овала .

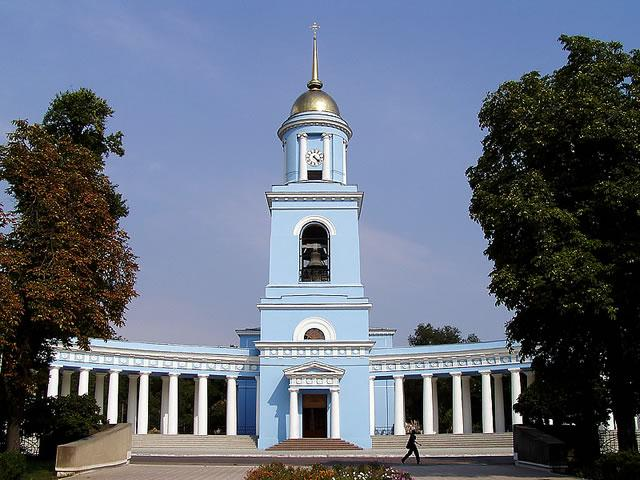
Колокольня
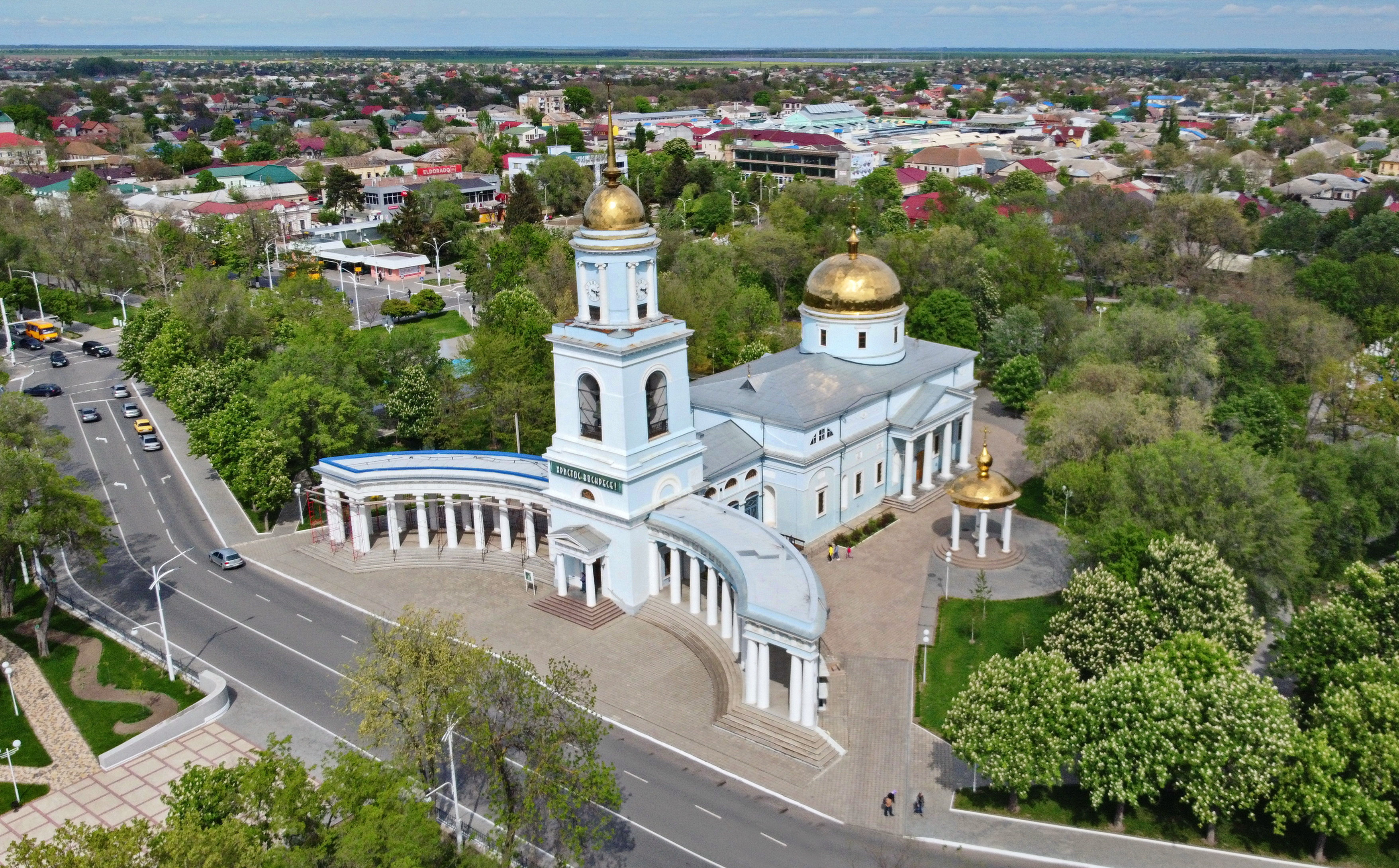
Общий вид
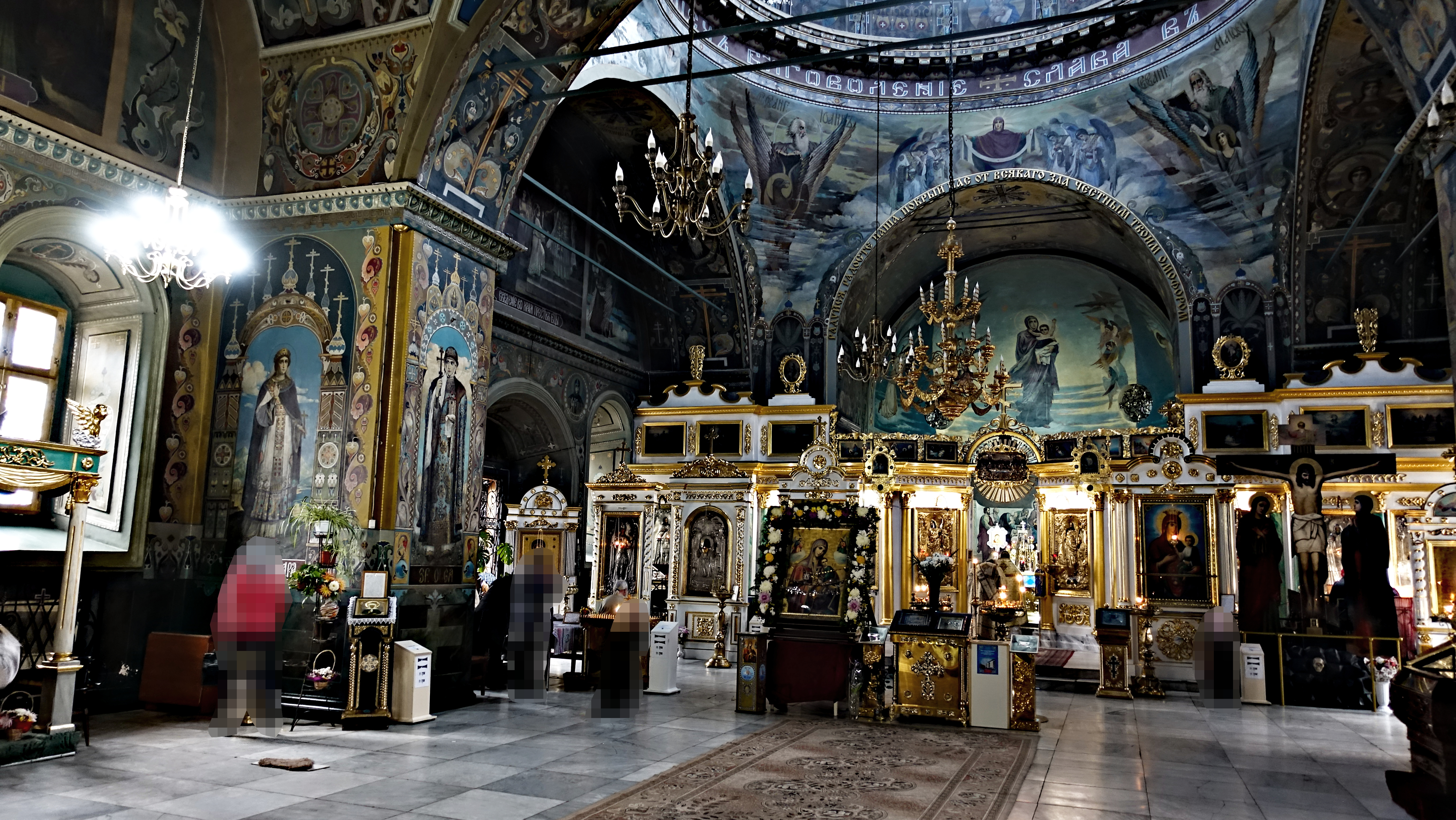
Интерьер
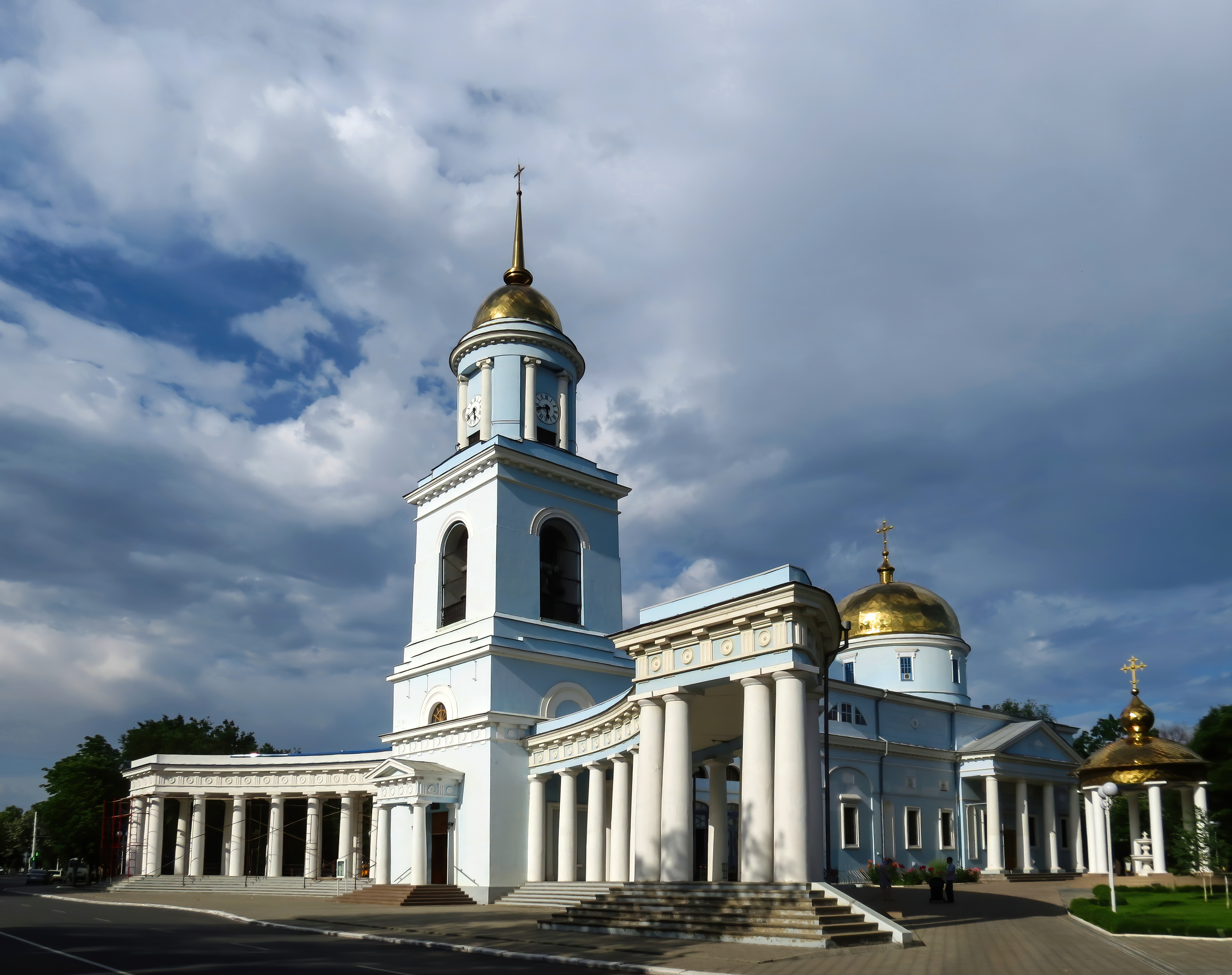
Боковой вид

## Святыни
В соборе находятся чудотворные иконы Пресвятой Богородицы (привезенные с Афона на благословение Измаила «Избавительница», и «Скоропослушница»). Также — иконы Божьей матери «Святой Марии Магдалены», «Святого Великомученика и целителя Пантелеймона».
В крест распятия Господа Иисуса Христа (Голгофа) вложен серебряный вызолоченный крестик, в котором хранится частица Животворящего Дерева Креста Спасителя, частицы нетленных мощей апостола Андрея Первозванного, апостола и евангелиста Луки, мученика Ермолая, первомученика архидиакона Стефана, мученика Дионисия Ареопагита, мученика Феодора Стратилата, мученика Мины, несколько частиц камней от Гроба Господня и Голгофы.